# DB InfraGO
Die DB InfraGO AG (GO für gemeinwohlorientiert) ist ein bundeseigenes Eisenbahninfrastrukturunternehmen als hundertprozentiges Tochterunternehmen der Deutschen Bahn (DB) in Rechtsform einer Aktiengesellschaft (AG), das am 27. Dezember 2023 durch Umbenennung der DB Netz sowie Verschmelzung mit der DB Station&Service entstanden ist.

## Geschichte
Nach der Bundestagswahl 2021 wurde im Koalitionsvertrag zur Regierung Scholz eine Zusammenlegung von DB Netz und DB Station&Service zu einer gemeinwohlorientierten Infrastruktursparte innerhalb des Konzerns der Deutschen Bahn vereinbart. Der Aufsichtsrat der Deutschen Bahn beschloss diese Verschmelzung zur DB InfraGO in seiner turnusmäßigen Sitzung am 27. September 2023. Laut Aussage des Aufsichtsratsvorsitzenden Werner Gatzer wurden durch den Beschluss rechtliche Grundlagen für eine auf das Gemeinwohl ausgerichtete Infrastruktur geschaffen. Zuvor wurde zur Organisation des neuen Unternehmens bekannt, dass die Gesamtbetriebsräte beider Unternehmen durchgesetzt haben, dass die bisherigen Overheadstrukturen in den Querschnittsbereichen für mindestens drei Jahre unverändert aufrechterhalten bleiben.
Die Gewinne der DB InfraGO werden unmittelbar an den Bund abgeführt und nicht wie bisher an die Deutsche Bahn als Holding. Der Bundesrat forderte im September 2023 in einer Stellungnahme, dass die neue Gesellschaft auch der DB Energie offen stehen soll. Im Dezember 2023 äußerte Peter Westenberger, Geschäftsführer des Wettbewerbs-Verbandes Güterbahnen, unter Bezug auf Art. 87e Absatz 5 des Grundgesetzes rechtliche Bedenken bezüglich der geplanten Verschmelzung der DB Netz und der DB Station&Service, da die Verschmelzung ohne Gesetzesgrundlage und dazu erforderliche Beteiligung der Länder vorgesehen sei.
Für die Generalsanierung Hochleistungsnetz erhielt die DB zusätzliche 12,5 Milliarden Euro Eigenkapital und hat mit der im Januar 2024 gestarteten DB InfraGO den Auftrag, die Korridore auszubauen. Im Juli 2024 begann mit der Bahnstrecke Mannheim–Frankfurt am Main (Riedbahn) die erste von 41 geplanten umfassenden Generalsanierungen, wofür die Strecke bis Dezember 2024 gesperrt wurde.
Laut Unternehmensangaben würden Bund, Länder und DB im Jahr 2024 insgesamt 16,4 Milliarden Euro investieren. Erstmals „seit vielen Jahren“ werde es 2024 gelingen, „die Überalterung der Eisenbahninfrastruktur zu stoppen“. Die „Netzzustandsnote“ habe sich 2024 gegenüber dem Vorjahr von 3,03 auf 3,00 im Schienennetz sowie von 3,09 auf 3,03 bei Stationen verbessert.
Im September 2024 berichtete der Südwestrundfunk, die Deutsche Bahn wolle die Digitalisierung ihrer Strecken und Stellwerke, insbesondere die Umrüstung auf Digitale Stellwerke und ETCS aus Kostengründen stoppen und bei der Umrüstung alter Stellwerke kurzfristig weiterhin auf elektronische Stellwerkstechnik aus den 1990er-Jahren setzen. Erst in einer zweiten und dritten Ausbaustufe solle die Umrüstung auf digitale Technologien und ETCS ab den Jahren 2028 und 2030 erfolgen. Die DB InfraGO dementierte den Bericht.
In der Aufsichtsratssitzung vom 12. September 2024 wurde als ein weiterer Schritt der Verschlankung der Konzernstrukturen die Integration der DB Kommunikationstechnik in die DB InfraGO zum Jahreswechsel 2024/2025 beschlossen. In diesem Zusammenhang soll bei der DB InfraGO ein weiterer Vorstandsposten, für den Bereich Kommunikationstechnik, geschaffen werden.
Die Bundesnetzagentur beschloss am 16. Juli 2024 Vorgaben zur Sicherstellung einer verbesserten Personalausstattung der Stellwerke der DB InfraGO. Da die DB InfraGO nach Ansicht der Bundesnetzagentur diese Vorgabe bislang nicht hinreichend befolge, wurde von Amts wegen ein Verfahren zur Festsetzung eines Zwangsgeldes eingeleitet.
Die DB InfraGO steht wegen zu kurzfristiger Änderungen bei Baustellenplanungen in der Kritik. Mehrere Eisenbahnverkehrsunternehmen legten in der Vergangenheit Beschwerde bei der Bundesnetzagentur ein, da sie Informationen zu Fahrplanänderungen nicht rechtzeitig erhielten. Dies beeinträchtige die Betriebsplanung der Unternehmen, auch Fahrgäste würden dadurch über Änderungen nicht rechtzeitig informiert. Für die Übermittlung dieser Informationen an die Verkehrsunternehmen in den Zusammenstellungen der vertrieblichen Folgen (ZvF) sind bestimmte Fristen festgelegt. Die Bundesnetzagentur drohte im Mai 2023 erstmalig an, Zwangsgelder zu verhängen, sollte die DB InfraGO bestimmte Quoten für die fristgerechte Zustellung der ZvF-Dokumente nicht einhalten. Da die DB InfraGo im weiteren Verlauf diese Vorgaben nicht erfüllte, verhängte die Bundesnetzagentur im März 2024, September 2024 und April 2025 Zwangsgelder in Höhe von insgesamt 1,825 Mio. Euro.

## Organisation

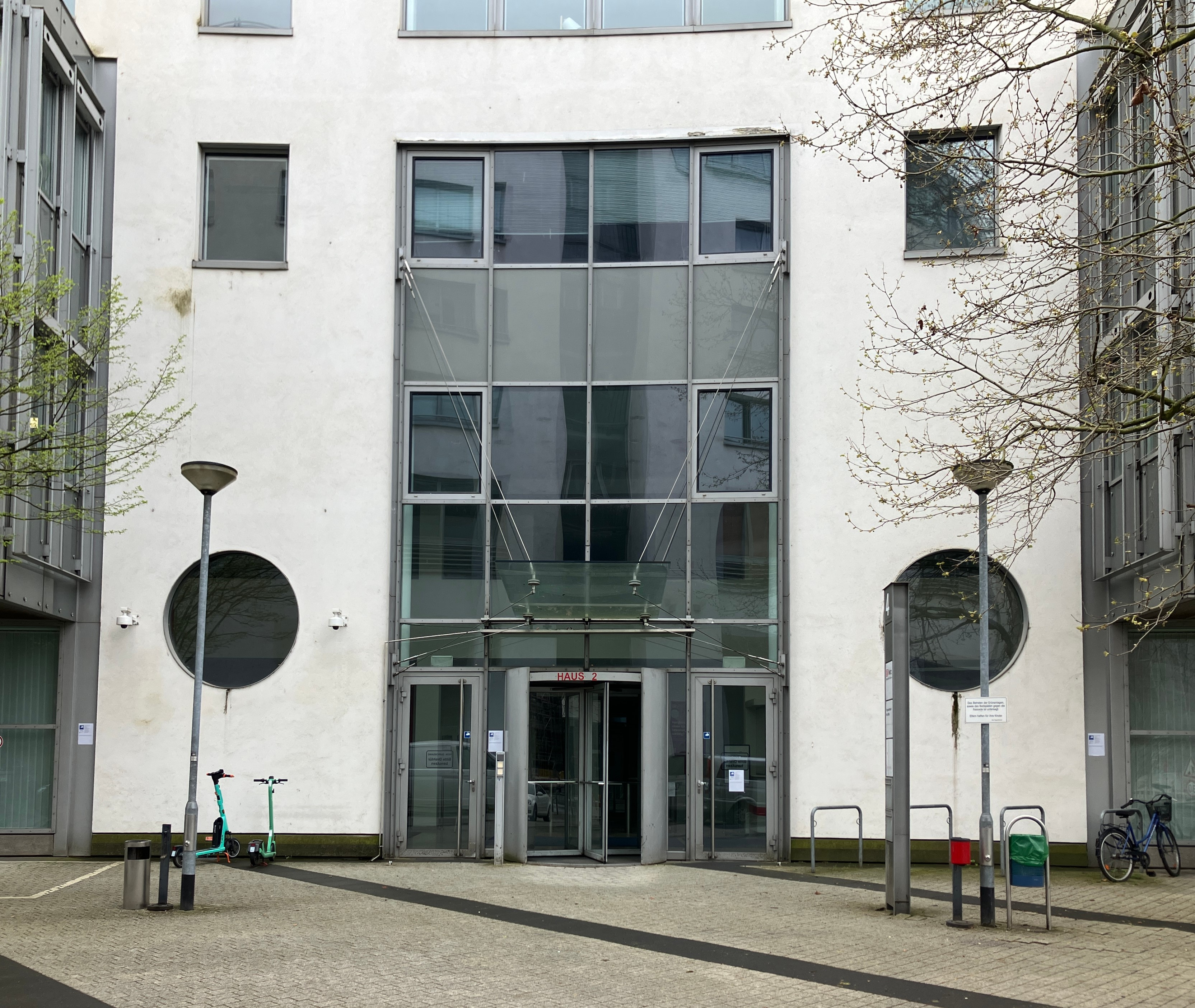
Haupteingang Netzleitzentrale und Betriebszentrale Region Mitte der DB InfraGO AG

| Jahr           | Mitarbeiter | Umsatz          |
| -------------- | ----------- | --------------- |
| 2022 (DB Netz) | 61.400      | 7.535 Mio. Euro |
| 2023           | 63.800      | 7.789 Mio. Euro |

### Regionen
Die DB InfraGO ist in sieben Regionen unterteilt, die wiederum in insgesamt 34 Netze untergliedert sind:
| Region  | Sitz              | Netze                                               |
| ------- | ----------------- | --------------------------------------------------- |
| Mitte   | Frankfurt am Main | Frankfurt, Mainz, Koblenz, Kassel                   |
| Süd     | München           | München, Augsburg, Würzburg, Nürnberg, Regensburg   |
| Südwest | Karlsruhe         | Karlsruhe, Saarbrücken, Stuttgart, Freiburg, Ulm    |
| West    | Duisburg          | Duisburg, Düsseldorf, Köln, Hagen, Hamm             |
| Nord    | Hannover          | Hannover, Osnabrück, Hamburg, Bremen, Kiel          |
| Ost     | Berlin            | Berlin, Schwerin, Cottbus, Neustrelitz              |
| Südost  | Leipzig           | Leipzig, Erfurt, Halle, Magdeburg, Dresden, Zwickau |

Die Netze sind wiederum in Netz- und Betriebsbezirke gegliedert. Parallel dazu existieren Notfallbezirke. Bis zur Zusammenführung des Fern- und Ballungsnetzes mit den Regionalnetzen am 1. Oktober 2020 im Rahmen von PRO2020 wurden die Regionen als Regionalbereiche (RB) bezeichnet, diese Bezeichnung hat sich bis heute im Sprachgebrauch gehalten.

### Geschäftsbereich Fahrweg

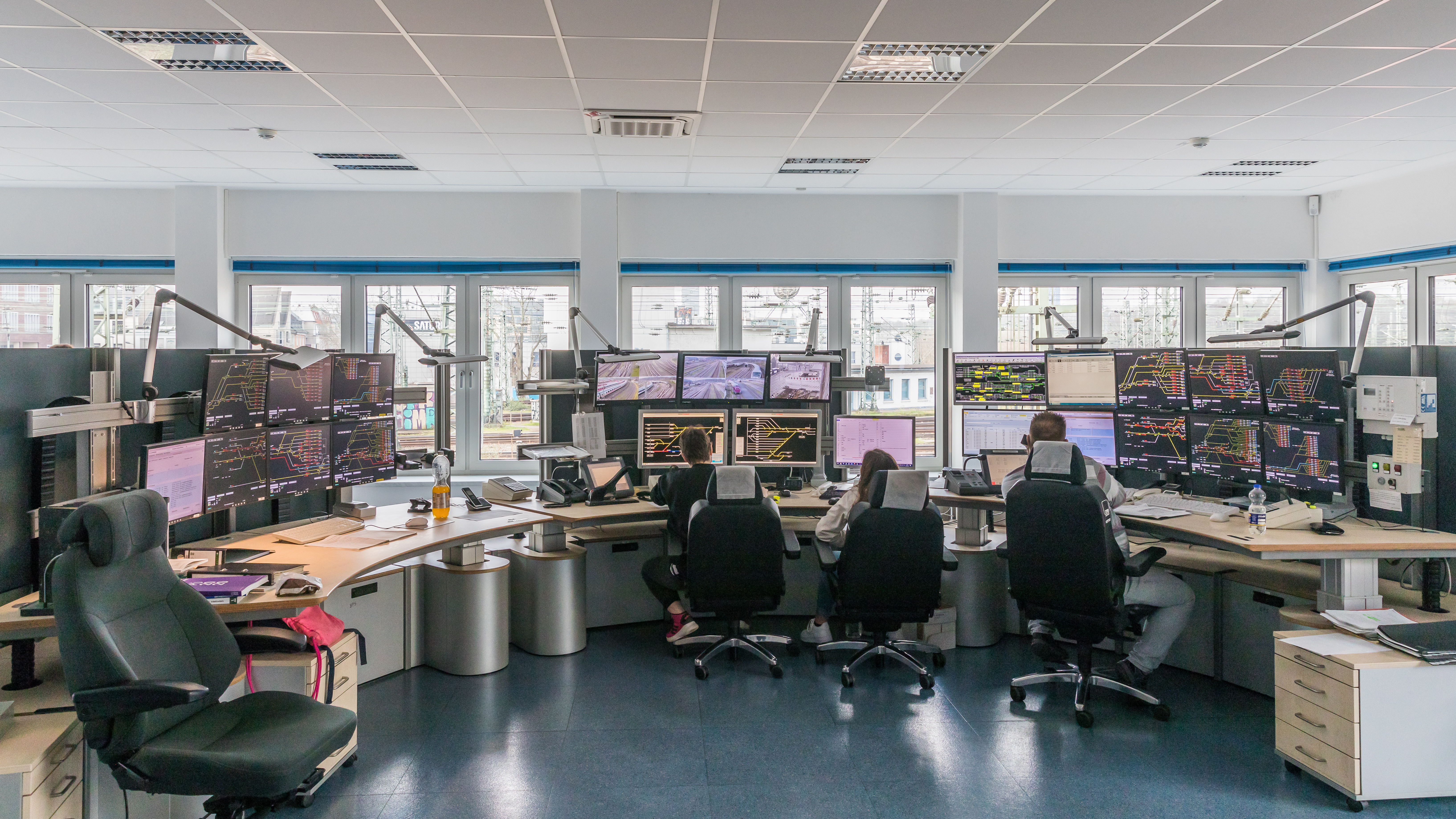
Elektronisches Stellwerk des Bahnhofs Köln Betriebsbahnhof

Der Geschäftsbereich Fahrweg, hervorgegangen aus der DB Netz, beschäftigt rund 56.000 Mitarbeiter und ist für die Unterhaltung, den Betrieb und den Neu-/Ausbau des deutschen Schienennetzes zuständig. Zu ihm gehören beispielsweise Fahrdienstleiter, Fahrplanersteller und Mitarbeiter der Fahrwegdienste.
Gemäß den Vorgaben der Regierung soll der Geschäftsbereich auch dafür sorgen, jedem Eisenbahnverkehrsunternehmen einen diskriminierungsfreien Zugang zum deutschen Schienennetz zu ermöglichen.
Ein Infrastrukturregister dient als Auskunftssystem über die Infrastruktur der Deutschen Bahn AG.
| Jahr | Betriebsleistung auf dem Netz | Betriebslänge des Streckennetzes | Länge der Gleise | Weichen und Kreuzungen | Bahnübergänge | Tunnel | Eisenbahnbrücken | Stellwerke |
| ---- | ----------------------------- | -------------------------------- | ---------------- | ---------------------- | ------------- | ------ | ---------------- | ---------- |
| 2022 | 1.130 Mio. Trassenkilometer   | 33.400 km                        | 60.800 km        | 64.760                 | 13.530        | 745    | 25.719           | 3.850      |
| 2023 | 1.116 Mio. Trassenkilometer   | 33.350 km                        | 60.748 km        | 64.468                 | 13.503        | 761    | 25.740           | 3.833      |

Nach Unternehmensangaben von 2024 seien bis Ende 2030 insgesamt 355 kleine und mittlere Maßnahmen zur Verbesserung der Qualität im Bestandsnetz geplant.

### Geschäftsbereich Personenbahnhöfe

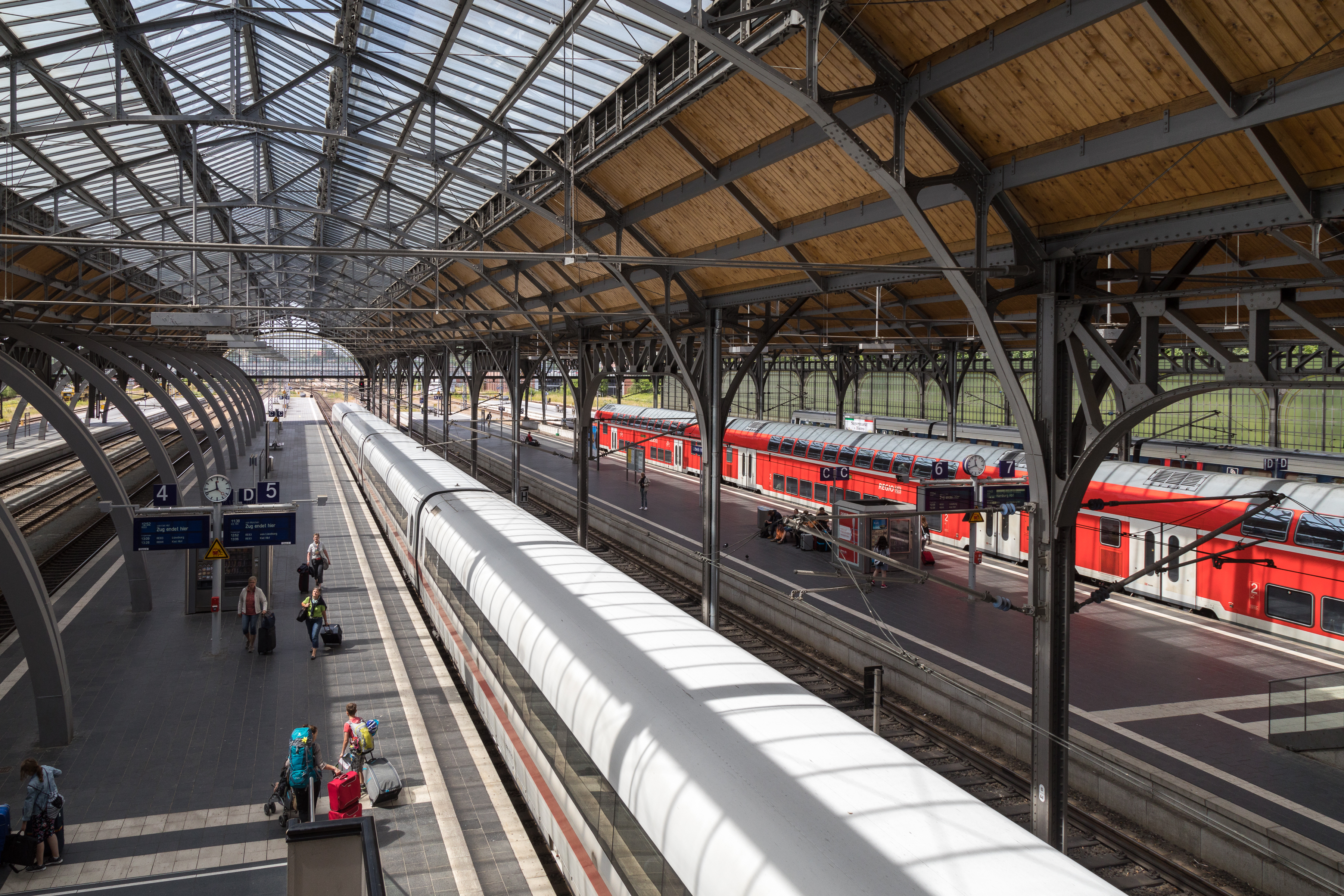
Lübeck Hauptbahnhof

Der Geschäftsbereich Personenbahnhöfe, hervorgegangen aus der DB Station&Service, ist für Betrieb, Unterhaltung und Organisation von rund 5400 Verkehrsstationen in Deutschland zuständig. Zu diesem Geschäftsbereich gehören beispielsweise die Servicemitarbeiter an den DB Informationsschaltern sowie die Bahnsteigaufsichten und zahlreiche Mitarbeiter, die den Eisenbahnverkehrsunternehmen und Geschäftskunden den Zugang zur Bahnhofsinfrastruktur ermöglichen.
In diesem Geschäftsbereich sind über 8000 Mitarbeiter beschäftigt.
| Jahr | Stationshalte | Besucher von Stationen pro Tag | An Stationen der DB InfraGO haltende Eisenbahnverkehrsunternehmen | Aktive Stationen | Empfangsgebäude |
| ---- | ------------- | ------------------------------ | ----------------------------------------------------------------- | ---------------- | --------------- |
| 2022 | 156 Mio.      | 21 Mio.                        | 120                                                               | 5400             | 700             |
| 2023 | 156 Mio.      | 20 Mio.                        | 120                                                               | 5400             | 700             |

Laut Unternehmensangaben sollen im Jahr 2024 an rund 1000 Bahnhöfen Modernisierungs- und Neubaumaßnahmen durchgeführt werden.

### Gemeinwohlorientierung
Nach der Definition des Bundesministerium für Wirtschaft und Energie zeichnet gemeinwohlorientierte Unternehmen aus, dass die Geschäftstätigkeit zum sozialen bzw. gesellschaftlichen Wohl ausgerichtet ist, Gewinne primär ausgegeben werden, damit dieses soziale Ziel erreicht wird, und auch die Eigentumsverhältnisse und Struktur der Organisation auf dieses Ziel ausgerichtet sind. Dies ist gegenüber der steuerrechtlich begünstigten Gemeinnützigkeit im Sinne des § 52 Abs. 2 AO abzugrenzen, der die DB InfraGO nicht unterliegt. Laut Aussage der DB InfraGO bedeute dies, dass das Kerngeschäft der Bahninfrastrukturinstandhaltung und des -ausbaus konsequent an den gesellschaftlichen Bedürfnissen der Bevölkerung, der Wirtschaft und der Umwelt ausgerichtet werde.
Das Bundesministerium für Verkehr sieht die Basis der DB InfraGO in einer bedarfsgerechten, leistungsfähigen und effizienten Eisenbahninfrastruktur mit hoher Kapazität, Qualität und Resilienz. Dies betreffe sowohl Betrieb als auch Ausbau und Erhalt der Eisenbahninfrastruktur.
Im deutschen Grundgesetz ist in Artikel 87e festgehalten, dass „(d)er Bund gewährleistet, dass dem Wohl der Allgemeinheit, insbesondere den Verkehrsbedürfnissen, beim Ausbau und Erhalt des Schienennetzes der Eisenbahnen des Bundes sowie bei deren Verkehrsangeboten auf diesem Schienennetz, soweit diese nicht den Schienenpersonennahverkehr betreffen, Rechnung getragen wird“. Das Gesetz war bereits zu Zeiten der DB Netz und der DB Station&Service in Kraft und blieb mit der Umbenennung und Fusion zur DB InfraGO unangetastet.

## Beteiligungen
DB InfraGO AG ist zu jeweils mindestens 50 % an folgenden Unternehmen beteiligt:
- DB Fahrwegdienste GmbH
- DUSS GmbH Deutsche Umschlaggesellschaft Schiene – Straße (DUSS) mbH
- SIGNON Deutschland GmbH
- DB broadband GmbH
- DB RegioNetz Infrastruktur GmbH
- DSD Digitale Schiene Deutschland GmbH
- MEKB GmbH (Marketinggesellschaft der bundesweiten Einkaufsbahnhöfe)
- DB BahnPark GmbH